# Syndiamesa alica
Syndiamesa alica är en tvåvingeart som beskrevs av Yan, Ye och Wang 1979. Syndiamesa alica ingår i släktet Syndiamesa och familjen fjädermyggor. Inga underarter finns listade i Catalogue of Life.